# 佐山村 (山口県)
佐山村（さやまむら）は、かつて山口県吉敷郡に存在した村。
1944年（昭和19年）4月1日に山口市と周辺10町村との新設合併で消滅した。現在は山口市南部の一地域となっている。

## 地理
田園地帯が広がる。

## 歴史
- 1899年（明治32年）4月1日 - 井関村の一部（大字佐山）が分立して発足。
- 1944年（昭和19年）4月1日 - 山口市・大歳村・平川村・秋穂二島村・名田島村・陶村・小郡町・嘉川村・阿知須町と合併し、改めて山口市が発足。同日佐山村廃止。

## 地区
- 由良前
- 由良後
- 鳩岡
- 遠波
- 渚
- 新地
- 小路
- 佐山西
- 佐山東
- 須川前
- 須川後
- 佐山ハビテーション